# Драке, Владимир Людвигович
Влади́мир Лю́двигович Дра́ке (8 сентября 1874, Вильна — 15 октября 1933, Таллин) — русский генерал, герой Первой мировой войны.

## Биография
Православный. Из дворян Санкт-Петербургской губернии.
Сын генерала от инфантерии Людвига Людвиговича Драке и Марии Владимировны Скорняковой. Внук георгиевского кавалера генерала от артиллерии Людвига Ивановича Драке.
Окончил Пажеский корпус (1894), выпущен из камер-пажей в подпоручики 3-й гвардейской гренадерской артиллерийской бригады с прикомандированием к лейб-гвардии 2-й артиллерийской бригаде.
Чины: поручик (1898), штабс-капитан (1902), капитан (1906), полковник (1910), генерал-майор (за боевые отличия, 1915).
Служил адъютантом Великого князя Михаила Николаевича (1898—1909). В 1909 году был командирован в Офицерскую артиллерийскую школу, которую окончил "успешно". В 1910—1913 годах служил адъютантом Великого князя Михаила Михайловича.
24 апреля 1913 года был назначен командиром 1-й батареи лейб-гвардии Мортирного артиллерийского дивизиона, с которым вступил в Первую мировую войну. Затем командовал 13-м полевым тяжелым артиллерийским дивизионом, 16-й артиллерийской бригадой, Гвардейской стрелковой артиллерийской бригадой. С 28 апреля 1917 состоял инспектором артиллерии 49-го армейского корпуса. За годы войны был ранен и награждён несколькими орденами, а также Георгиевским оружием
За то, что 8 февраля 1915 г., находясь на позиции у д. Кобылин и обнаружив группу неприятельских батарей, сильно обстрелявших нашу пехоту, вышел с наблюдательного пункта вперед на совершенно открытое место для лучшего корректирования стрельбы, и хотя был обстрелян неприятельским ружейным огнём, успел быстро заставить замолчать неприятельскую артиллерию, которая после этого молчала два дня, а когда вновь открыла огонь, немедленно вновь привел её к молчанию.
После развала армии жил в Ревеле. Осенью 1919 вступил в Северо-Западную армию, служил комендантом Павловска. Затем с частями 3-й стрелковой дивизии отошел из Павловска в Гатчину и позднее — в Нарву.
В 1920 году, после роспуска армии Северо-Западной армии, остался в Ревеле. Был приглашен эстонским военным министерством читать лекции по артиллерии, с октября 1920 года преподавал в эстонском военном училище в Ревеле, с 1921 — и в других военных заведениях, в том числе на курсах Генерального штаба. Сумел овладеть эстонским языком и получил эстонское гражданство. Выйдя в отставку, служил в акционерном обществе писчебумажной фабрики «Койль».
Скончался в 1933 году в Таллине. Похоронен на Александро-Невском кладбище.

## Cемья
- Отец — Людвиг Людвигович Драке (31.01.1842—11.07.1916) генерал от инфантерии.
- Мать — Мария Владимировна Драке, урождённая Скорнякова  (1851—1930)
  - Брат — Александр Людвигович Драке (1877—1937), ротмистр, женат на Марии Владимировне, урождённой Метальниковой[1];
  - Брат — Виктор Людвигович Драке (1879—1938), полковник Генерального штаба, адъютант Великого князя Сергея Михайловича, после революции инженер-картограф, первый раз арестован в 1918 году,  2 октября 1937 снова арестован НКВД, 18 января 1938 расстрелян в Ленинграде по обвинению ст. 58 п. 6-8-11 УК РСФСР[2]. Был женат на  Варваре Афиногеновне Ильиной, в замужестве Драке  (1885—1946), сестре жены брата Владимира, она в феврале 1939 осуждена по ст. 58-10 на 8 лет ИТЛ, которые отбывала в Унжлаге, 1944 году комиссована из-за дистрофии[3], умерла в ссылке в Акбулаке Оренбургской области[1].
  - Сестра — Мария Людвиговна Драке[1]
- Жена — Татьяна Афиногеновна Драке, урожденная Ильина (1891—1942)[1]
  - Сын — Андрей Владимирович Драке (1909/10—1916)[1]
  - Дочь — Татьяна Владимировна Драке (1914—1916)[1]

## Награды
- Орден Святого Станислава 2-й степени (1909);
- Орден Святой Анны 2-й степени (1912);
- Орден Святого Владимира 4-й степени с мечами и бантом (1914);
- Георгиевское оружие (ВП 29.05.1915).